# David Zabriskie

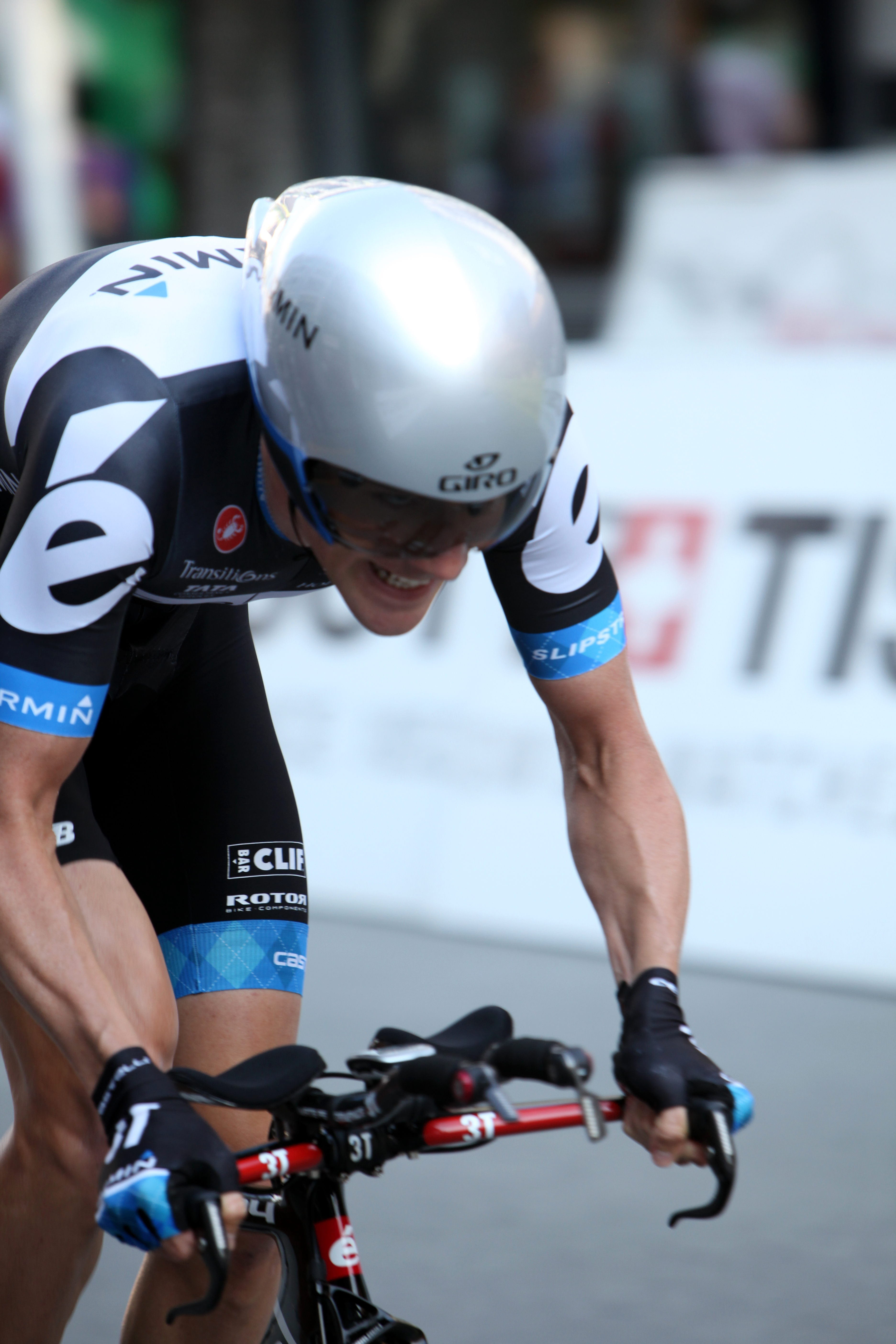
David Zabriskie bei der Tour de Romandie 2011

David „Dave“ Zabriskie (* 12. Januar 1979 in Salt Lake City, Utah) ist ein ehemaliger US-amerikanischer Radrennfahrer. Seine größten Erfolge erzielte er in Zeitfahren.

## Werdegang
In den Jahren 2001 bis 2004 fuhr er für das US Postal Team, von 2005 bis 2007 gehörte er dem dänischen Team CSC an.
Im Jahr 2008 wechselte zu dem amerikanischen Team Slipstream-Chipotle, welches im Laufe dieser Saison von Garmin gesponsert wurde und den Namen des neuen Hauptsponsors annahm.
Zu seinen größten Erfolgen bis 2006 zählten ein Etappensieg bei der Vuelta a España 2004, der Gewinn der 8. Etappe (Einzelzeitfahren) beim Giro d’Italia 2005 und des Auftaktzeitfahrens der Tour de France 2005 sowie die Silbermedaille im Einzelzeitfahren bei den UCI-Straßen-Weltmeisterschaften 2006. Zabriskie war US-amerikanischer Meister im Einzelzeitfahren 2000 (U23), 2004 und 2006.
In den 2007–2009 Jahren konnte er jeweils den Titel des nationalen Meisters im Zeitfahren verteidigen. Im Jahr 2009 gewann er außerdem zum ersten Mal in seiner Karriere eine Rundfahrt, die Tour of Missouri. Den Grundstein für den Gesamtsieg legte er auf der dritten Etappe mit einem überlegenen Sieg im Zeitfahren. Nachdem er zuletzt vier Mal hintereinander nationaler Meister im Zeitfahren war, verzichtete Zabriskie 2010 auf eine mögliche Titelverteidigung. 2011 gewann er sowohl das Zeitfahren der Tour de Romandie, als auch das Zeitfahren der Tour of California. Weiterhin gewann er zudem zum insgesamt sechsten Mal die nationale Meisterschaft im Zeitfahren.
Am 10. Oktober 2012 wurde Zabriskie wegen Dopings von der USADA gesperrt. Am 6. Oktober 2013 bestritt er mit der Lombardei-Rundfahrt sein letztes internationales Rennen und trat anschließend vom Leistungsradsport zurück.

## Erfolge
2004
- US-amerikanischer Meister – Einzelzeitfahren
- eine Etappe und Mannschaftszeitfahren Vuelta a España

2005
- eine Etappe Tour de France
- eine Etappe Giro d’Italia

2006
- US-amerikanischer Meister – Einzelzeitfahren
- Prolog und eine Etappe Critérium du Dauphiné Libéré
- Weltmeisterschaft – Einzelzeitfahren

2007
- US-amerikanischer Meister – Einzelzeitfahren

2008
- Mannschaftszeitfahren Tour de Georgia
- Mannschaftszeitfahren Giro d’Italia
- US-amerikanischer Meister – Einzelzeitfahren

2009
- US-amerikanischer Meister – Einzelzeitfahren
- Gesamtwertung und eine Etappe Tour of Missouri

2010
- eine Etappe Tour of California

2011
- eine Etappe Tour de Romandie
- eine Etappe Tour of California
- US-amerikanischer Meister – Einzelzeitfahren
- Mannschaftszeitfahren Tour de France

2012
- eine Etappe Tour de Langkawi
- eine Etappe Tour of California
- US-amerikanischer Meister – Einzelzeitfahren
- Mannschaftszeitfahren Tour of Utah

## Grand Tour-Platzierungen
| Grand Tour            | 2002 | 2003 | 2004 | 2005 | 2006 | 2007 | 2008 | 2009 | 2010 | 2011 | 2012 |
| --------------------- | ---- | ---- | ---- | ---- | ---- | ---- | ---- | ---- | ---- | ---- | ---- |
| Giro d’ItaliaGiro     | –    | –    | –    | 104  | –    | 58   | DNF  | 152  | –    | –    | –    |
| Tour de FranceTour    | –    | –    | –    | DNF  | 74   | DNF  | –    | 77   | 101  | DNF  | 100  |
| Vuelta a EspañaVuelta | 120  | –    | DNF  | –    | –    | –    | –    | –    | DNF  | –    | –    |